# ترت-بوتان‌سولفین‌آمید
ترت-بوتان‌سولفین‌آمید (به انگلیسی: Tert-Butanesulfinamide) با فرمول شیمیایی (CH۳)۳CS(O)NH۲ یک ترکیب شیمیایی با شناسه پاب‌کم ۳۳۸۲۴۶۵ است. که جرم مولی آن ۱۲۱٫۲ g/mol می‌باشد. شکل ظاهری این ترکیب، جامد بلوری سفید است.